# 郑州火车站 (地铁)
郑州火车站是郑州地铁1号线和10号线的地铁换乘站，位于中华人民共和国河南省郑州市二七区蜜蜂张街道京广路东侧的郑州火车站西广场，该站为1号线一期工程客流重点站。

## 车站结构
地铁郑州火车站分为1号线车站和10号线车站两部分，主体结构均位于国铁郑州站西广场地下，大体上呈东西向平行布置，10号线车站靠北，1号线车站靠南。1号线车站总建筑面积11071.4平方米，主体结构长178.35米。10号线车站主体结构长331.2米，站台西端设交叉渡线。

### 车站楼层
地铁郑州火车站的1号线车站为地下三层车站，10号线车站为地下四层车站，B1层为国铁郑州站的换乘层和配套停车场，B2层为站厅层，由1号线站厅、10号线站厅及之间的连接部分组成。B3层和B4层分别为1号线和10号线的站台层。

#### 1号线车站楼层
| 1F  | 地面     | C出入口                                          | C出入口                                          | C出入口                                          |
| B1F | 国铁到达 | B出入口、国铁到达出口、停车场、出租车            | B出入口、国铁到达出口、停车场、出租车            | B出入口、国铁到达出口、停车场、出租车            |
| B2F | 站厅     | 客服中心、自动售票机、安全检查、闸机、车站控制室 | 客服中心、自动售票机、安全检查、闸机、车站控制室 | 客服中心、自动售票机、安全检查、闸机、车站控制室 |
| B2F | 换乘通道 | 至 █ 10号线站厅                                  | 至 █ 10号线站厅                                  | 至 █ 10号线站厅                                  |
| B3F | █ 1号线  | 往河南工业大学方向（医学院）                     | 往河南工业大学方向（医学院）                     | 往河南工业大学方向（医学院）                     |
| B3F | 岛式站台 |                                                  | 至站厅                                           | 卫生间                                           |
| B3F | █ 1号线  | 往河南大学新区方向（二七广场）                   | 往河南大学新区方向（二七广场）                   | 往河南大学新区方向（二七广场）                   |

#### 10号线车站楼层
| 1F  | 地面     | E、G出入口                                       | E、G出入口                                       | E、G出入口                                       |
| B1F | 转换厅   | 连接A出入口（暂未开通）                          | 连接A出入口（暂未开通）                          | 连接A出入口（暂未开通）                          |
| B2F | 站厅     | 客服中心、自动售票机、安全检查、闸机、车站控制室 | 客服中心、自动售票机、安全检查、闸机、车站控制室 | 客服中心、自动售票机、安全检查、闸机、车站控制室 |
| B2F | 换乘通道 | 至 █ 1号线站厅                                   | 至 █ 1号线站厅                                   | 至 █ 1号线站厅                                   |
| B4F | █ 10号线 | 往郑州西站方向（医学院）                         | 往郑州西站方向（医学院）                         | 往郑州西站方向（医学院）                         |
| B4F | 岛式站台 |                                                  | 至站厅                                           | 卫生间                                           |
| B4F | █ 10号线 | 往郑州西站方向（医学院）                         | 往郑州西站方向（医学院）                         | 往郑州西站方向（医学院）                         |

### 站厅
地铁郑州火车站的1号线车站和10号线车站各设1座站厅，均位于车站B2层，各设有客服中心、自动售票机、安全检查、车站控制室等设施。两座站厅均由闸机和栏杆分隔为付费区和非付费区，付费区内均设有自动扶梯、步梯和无障碍电梯，连接对应的站台。两座站厅的付费区之间设有换乘通道，连接1号线站厅北侧和10号线站厅的东南端。10号线站厅的东端非付费区设有两层通高的端厅，上设置采光天窗。

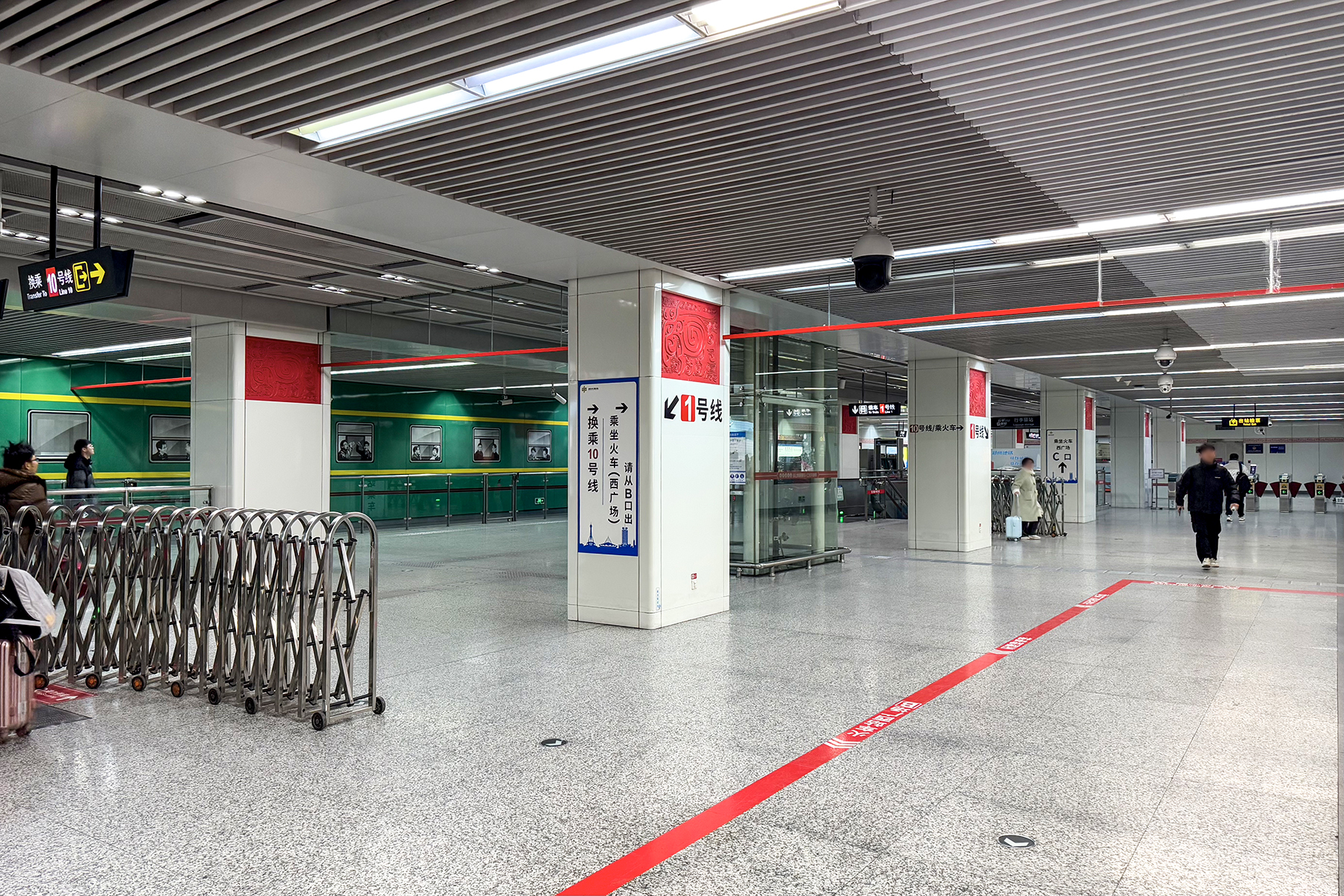
1号线站厅
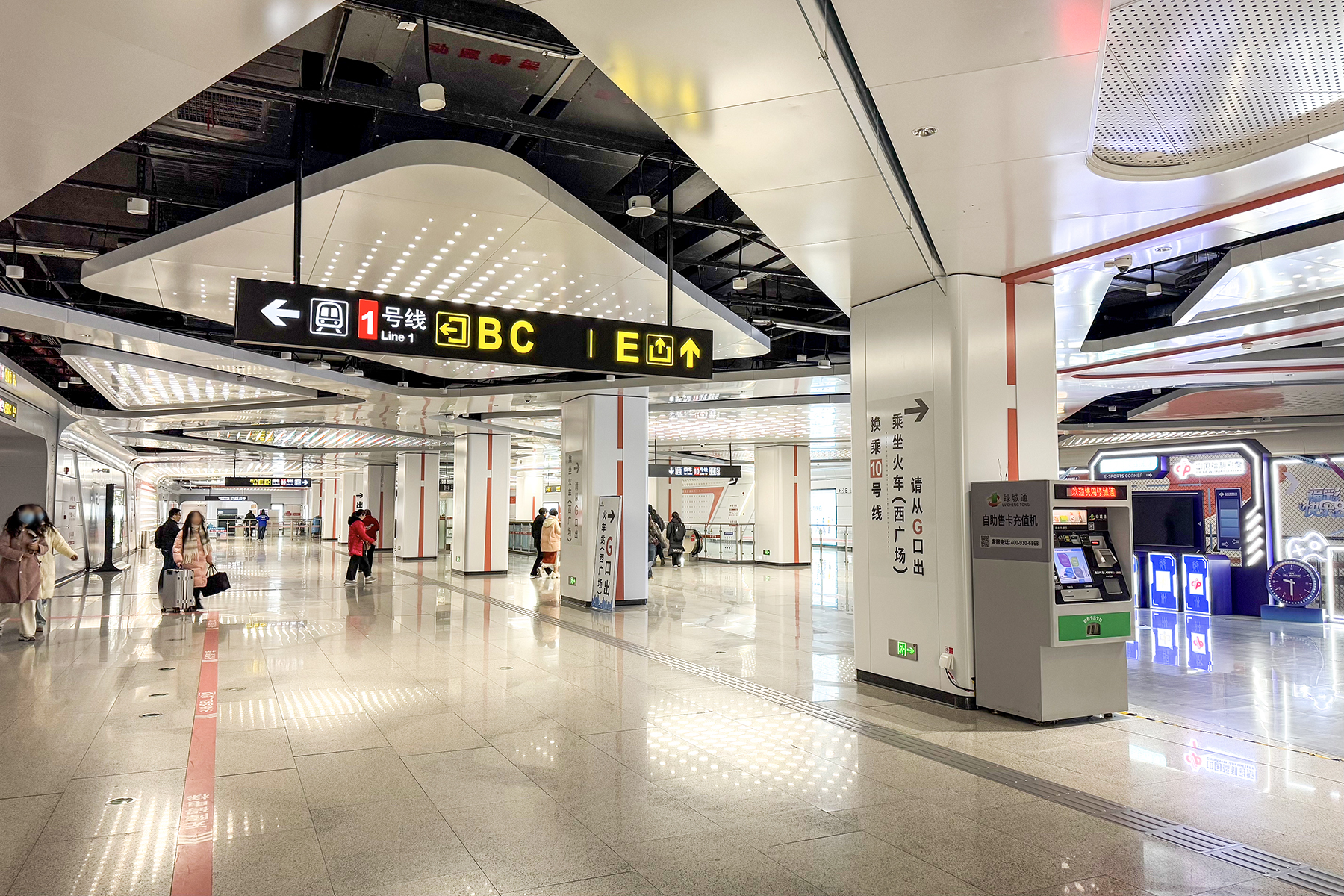
10号线站厅
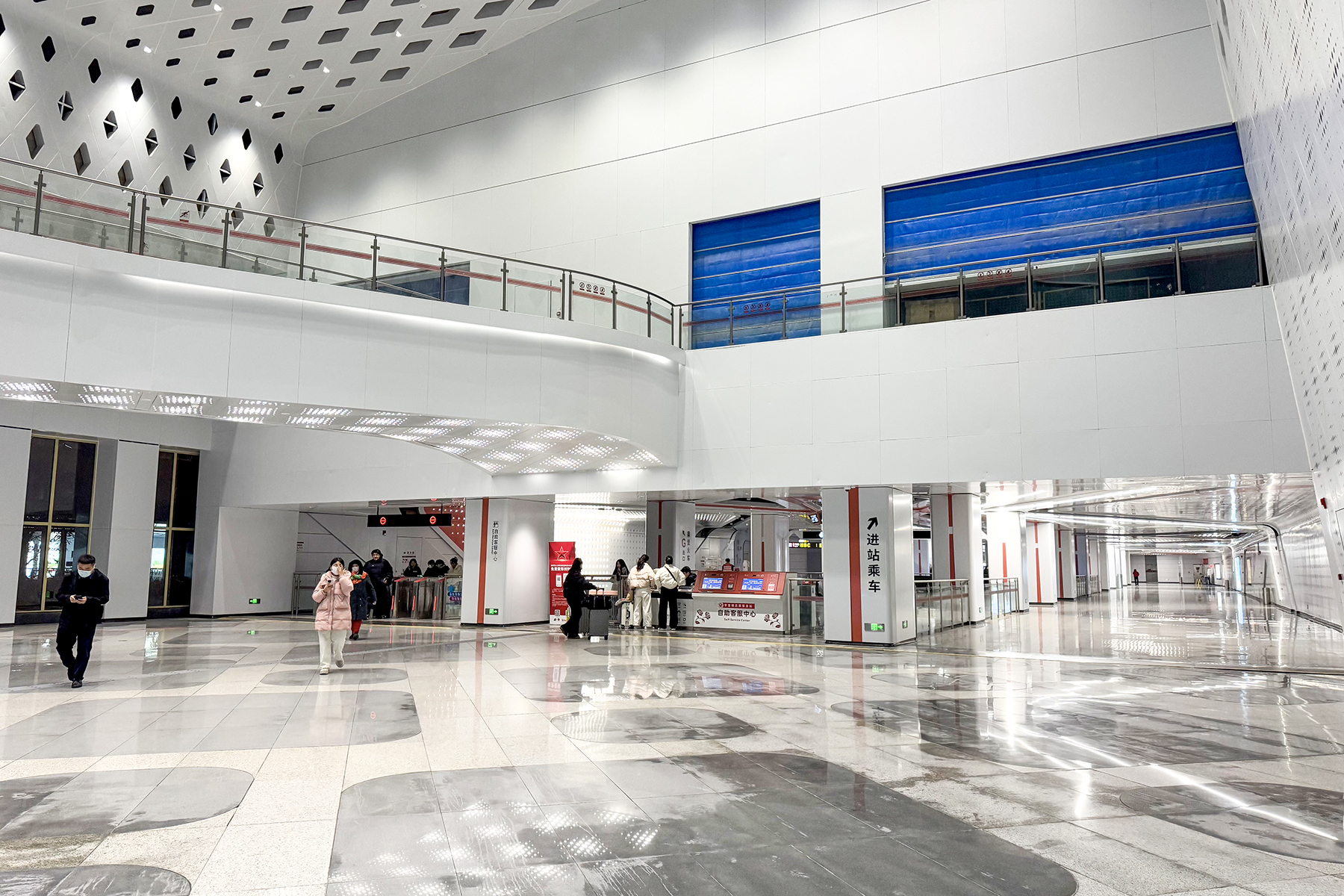
10号线站厅东端的端厅
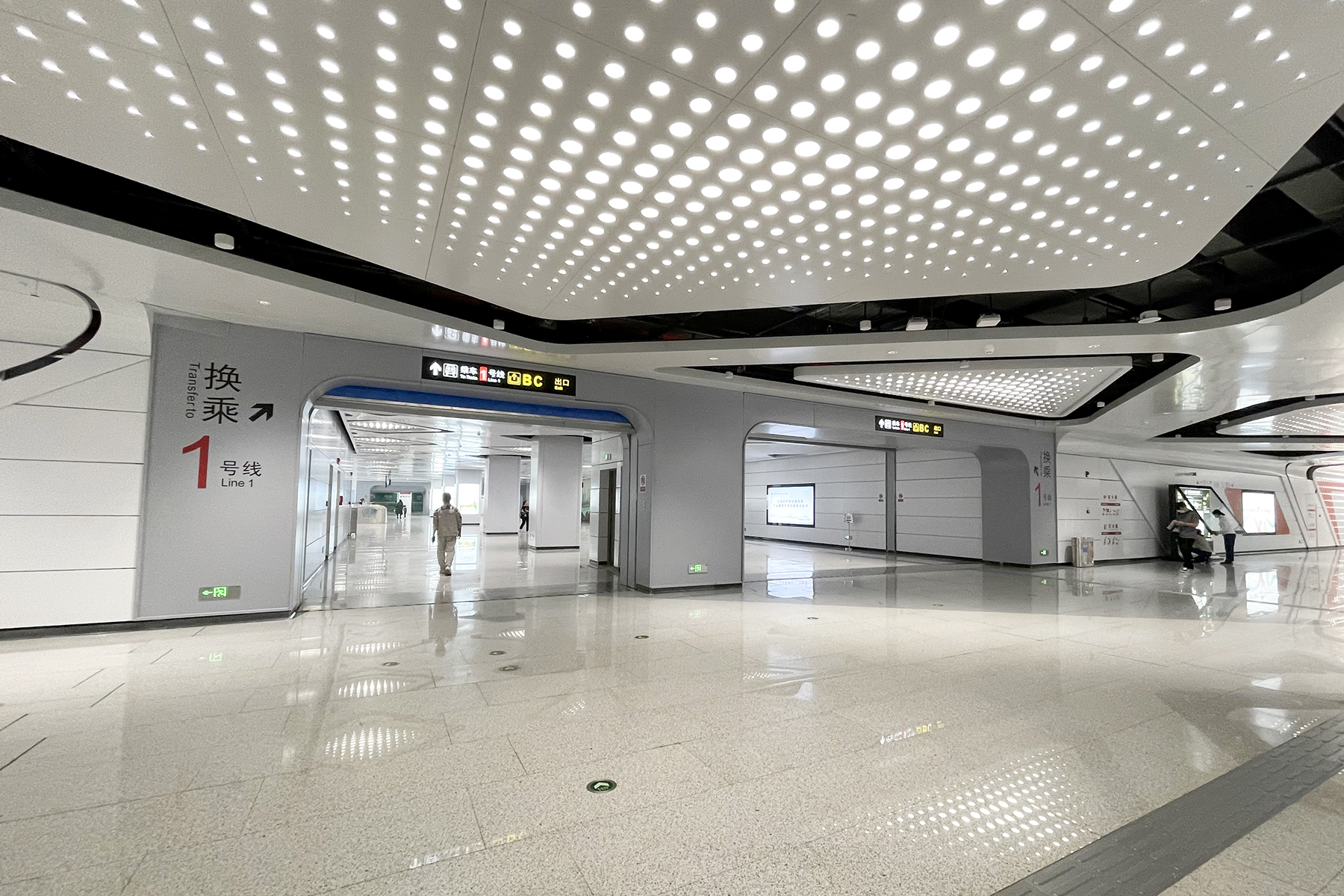
换乘通道连接10号线站厅处

### 站台
地铁郑州火车站的1号线车站和10号线车站各设有一座岛式站台。1号线站台位于B3层，有效长度114.8米，南侧站台面由下行（河南大学新区方向）列车使用，北侧站台面由上行（河南工业大学方向）列车使用，在站台东端设有卫生间和母婴室。10号线站台位于B4层，有效长度140米，宽14米。因10号线在该站为站前折返，故10号线站台的2个站台面均用于10号线列车的始发及终到，通常只使用其中一个站台面。10号线站台东端亦设有卫生间和母婴室。1号线与10号线的站台上并无直接通道连接，乘客需经站厅进行换乘。

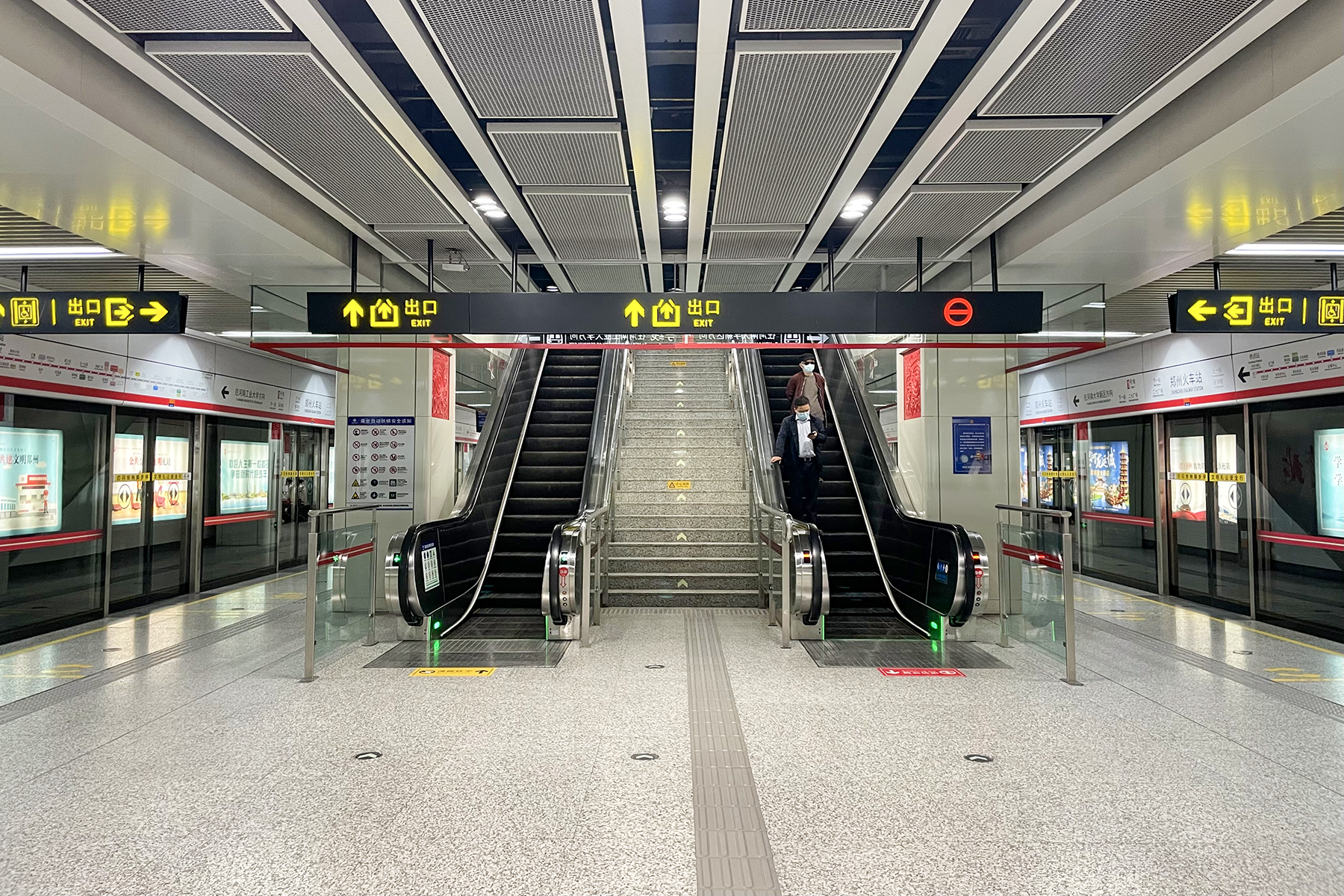
1号线站台
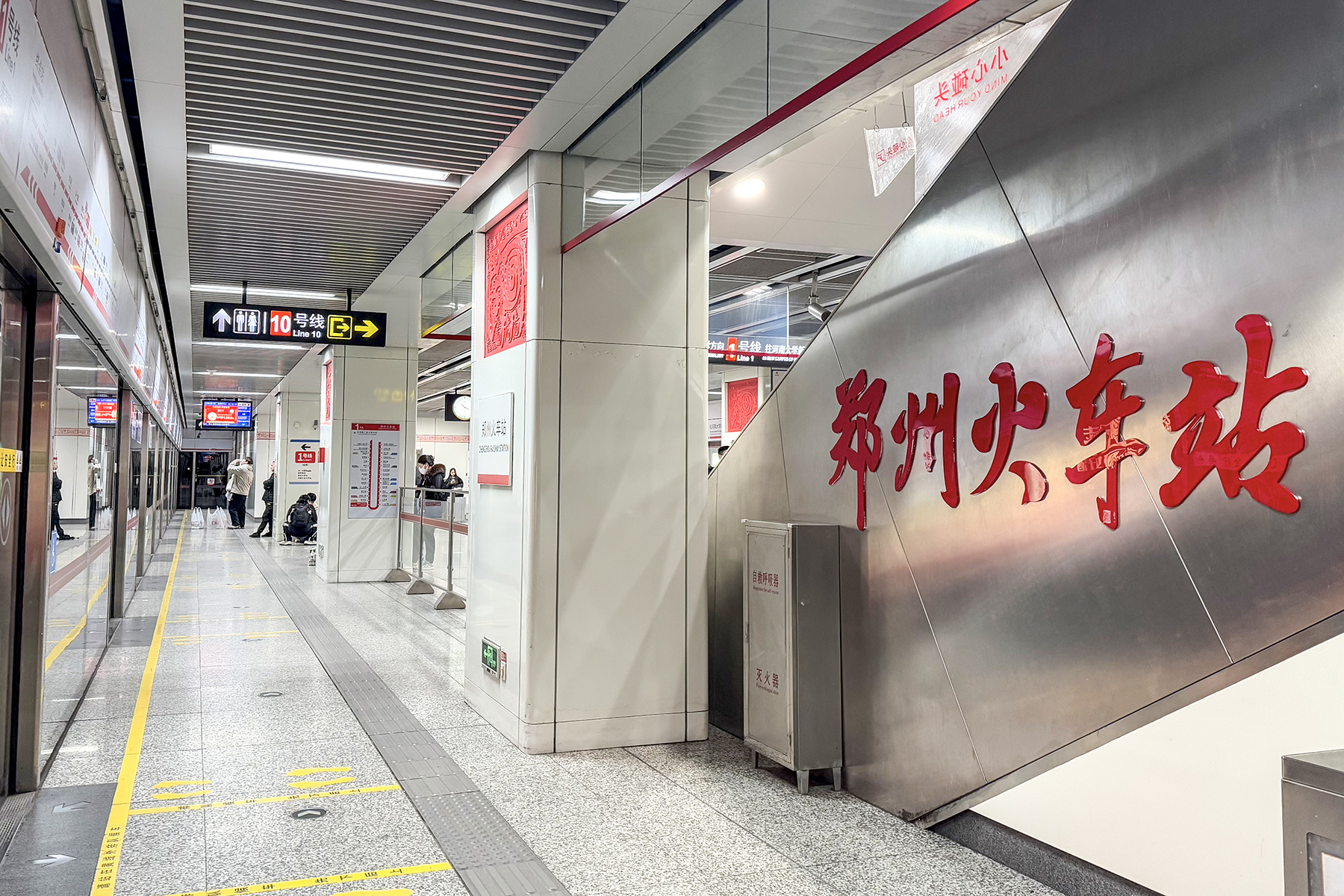
1号线站台
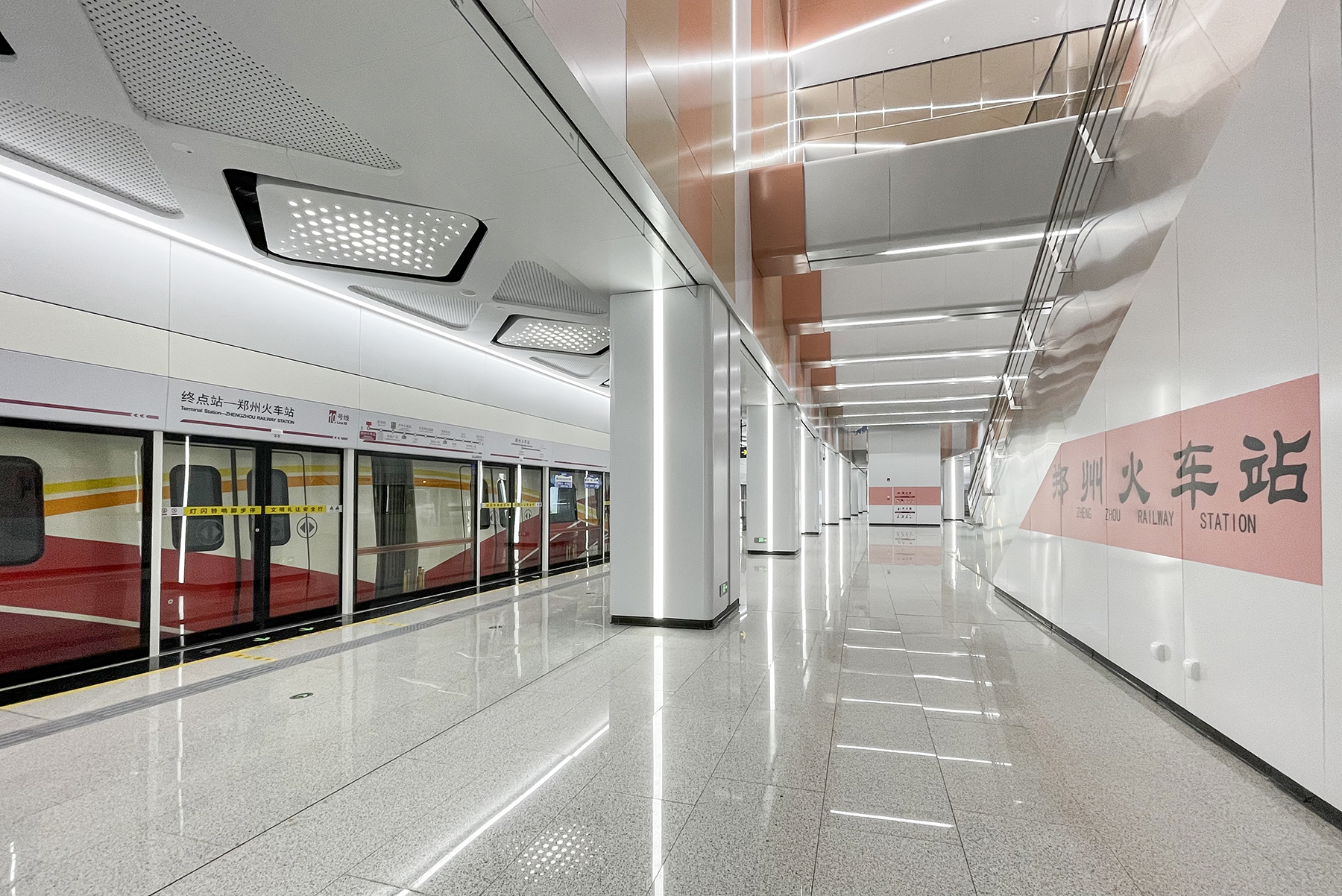
10号线站台
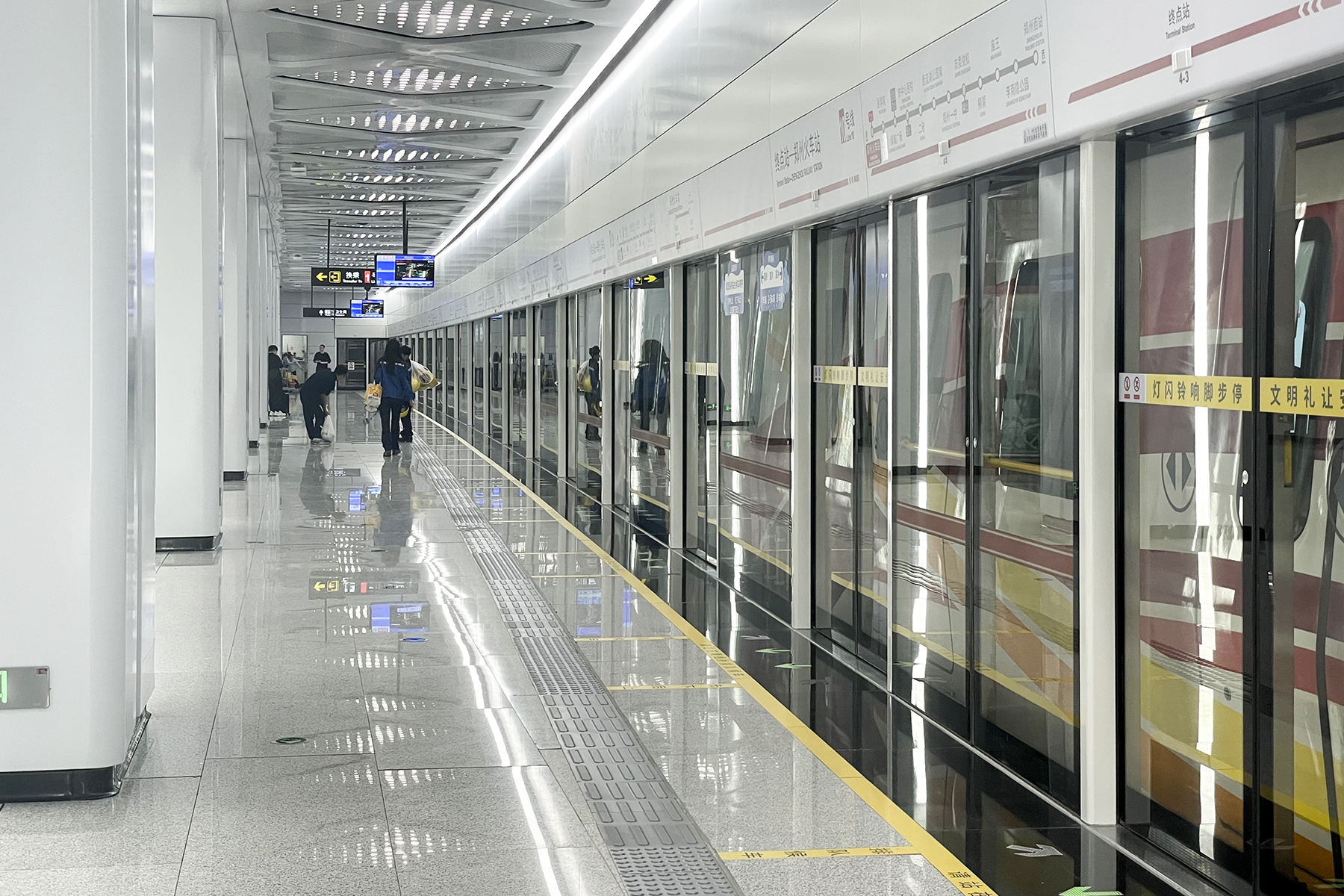
略呈曲线的10号线站台

### 出入口
地铁郑州火车站目前开通B、C、E、G共4个出入口，其中B口位于郑州站西站房内，直接连接郑州站西站房到达层，其他各口位于西广场上。B、C口连接1号线站厅的非付费区，E、G口连接10号线站厅的非付费区。另外，A口目前暂未开通，根据设计，国铁到达乘客未来可通过该口免安检乘坐地铁
该站已开通的各出入口信息如下表所示。
| 火车站西广场 | 火车站西广场   | 火车站西广场 | 火车站西广场   | 火车站西广场 |
| 编号         | 路线           | 路线         | 路线           | 备注         |
| ------------ | -------------- | ------------ | -------------- | ------------ |
| 20           | 尖岗村         | ⇆            | 火车站西广场   |              |
| 57           | 思勤江路公交站 | ⇆            | 火车站西广场   |              |
| 58           | 华山路公交站   | ⇆            | 火车站西广场   |              |
| 70           | 省体育中心     | ⇆            | 火车站西广场   |              |
| 201          | 西三环淮河路   | ⇆            | 火车站西广场   |              |
| 213          | 通站路公交站   | ⇆            | 火车站西广场   |              |
| 256          | 郑密路公交站   | ⇆            | 火车站西广场   |              |
| 551          | 升达大学       | ⇆            | 火车站西广场   |              |
| 729          | 火车站西广场   | ↺            | 火车站西广场   |              |
| 981          | 火车站西广场   | ⇆            | G107小刘庄     |              |
| B502         | 火车站西广场   | ⇆            | 淮河西路公交站 |              |
| S165         | 兴华街公交站   | ⇆            | 火车站西广场   |              |

| 火车站西广场 | 火车站西广场   | 火车站西广场 | 火车站西广场 | 火车站西广场 |
| 编号         | 路线           | 路线         | 路线         | 备注         |
| ------------ | -------------- | ------------ | ------------ | ------------ |
| 40           | 金沙江路公交站 | ⇆            | 经一路红旗路 |              |
| G81          | 宇通路公交站   | ⇆            | 紫荆山人民路 |              |
| G126         | 五龙口公交站   | ⇆            | 汽车客运南站 |              |
| B60          | 南四环京广路   | ⇆            | 火车站       | 原53路       |
| Y2           | 郑密路公交站   | ⇆            | 火车站北港湾 | 夜间服务     |
| Y17          | 佛岗村公交站   | ⇆            | 火车站北港湾 | 夜间服务     |

## 车站装饰
由于郑州火车站的历史枢纽地位，该站1号线的站厅南侧墙面上设有主题为“记忆•绿皮车”的文化墙。文化墙以搪瓷钢板为主材制作，以绿皮火车的车身为主体画面。绿皮车色彩浓重，与人物暗淡的黑白形成鲜明对比，在对比中凸显绿皮车对郑州的重要作用。
该站10号线部分的装饰风格以“脉络汇聚、贯通中原”为主题，色彩上以白色为主，线路代表色为辅，采用交叉线型元素表现四通八达的交通线网，在10号站站厅东南端与1号线换乘通道的西侧墙面上，设置有一面名为“大美郑州”的文化墙。

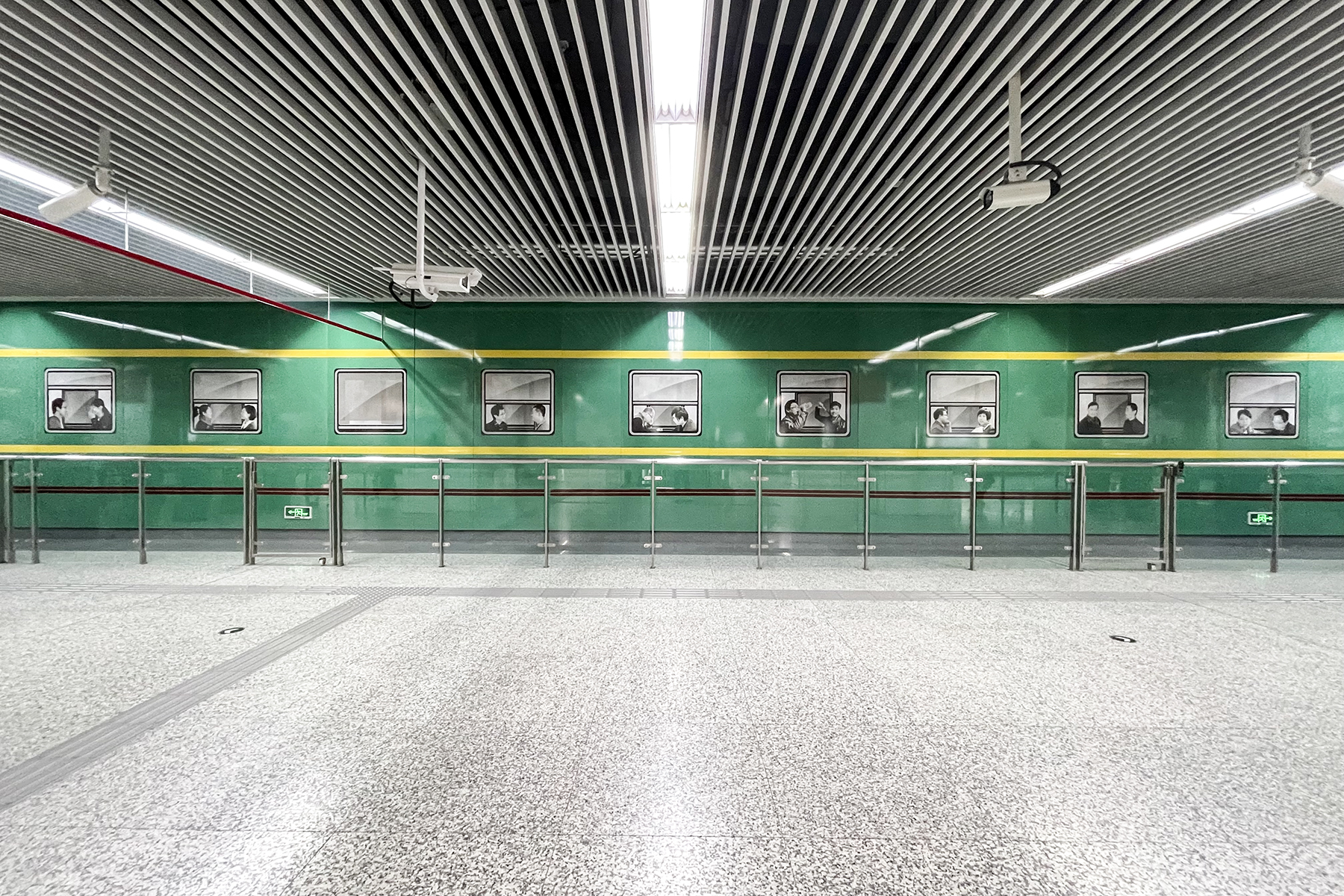
“记忆•绿皮车”文化墙
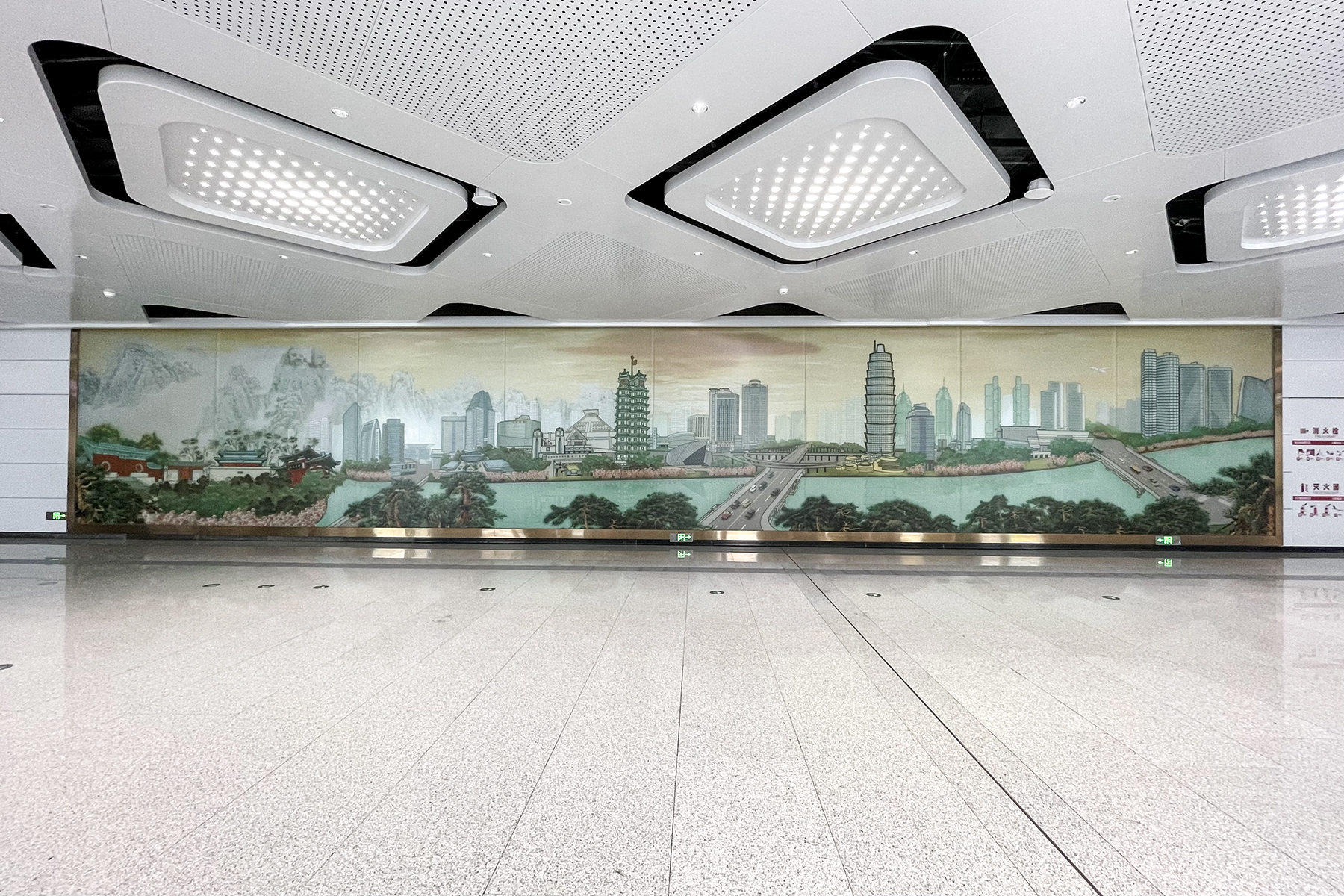
“大美郑州”文化墙
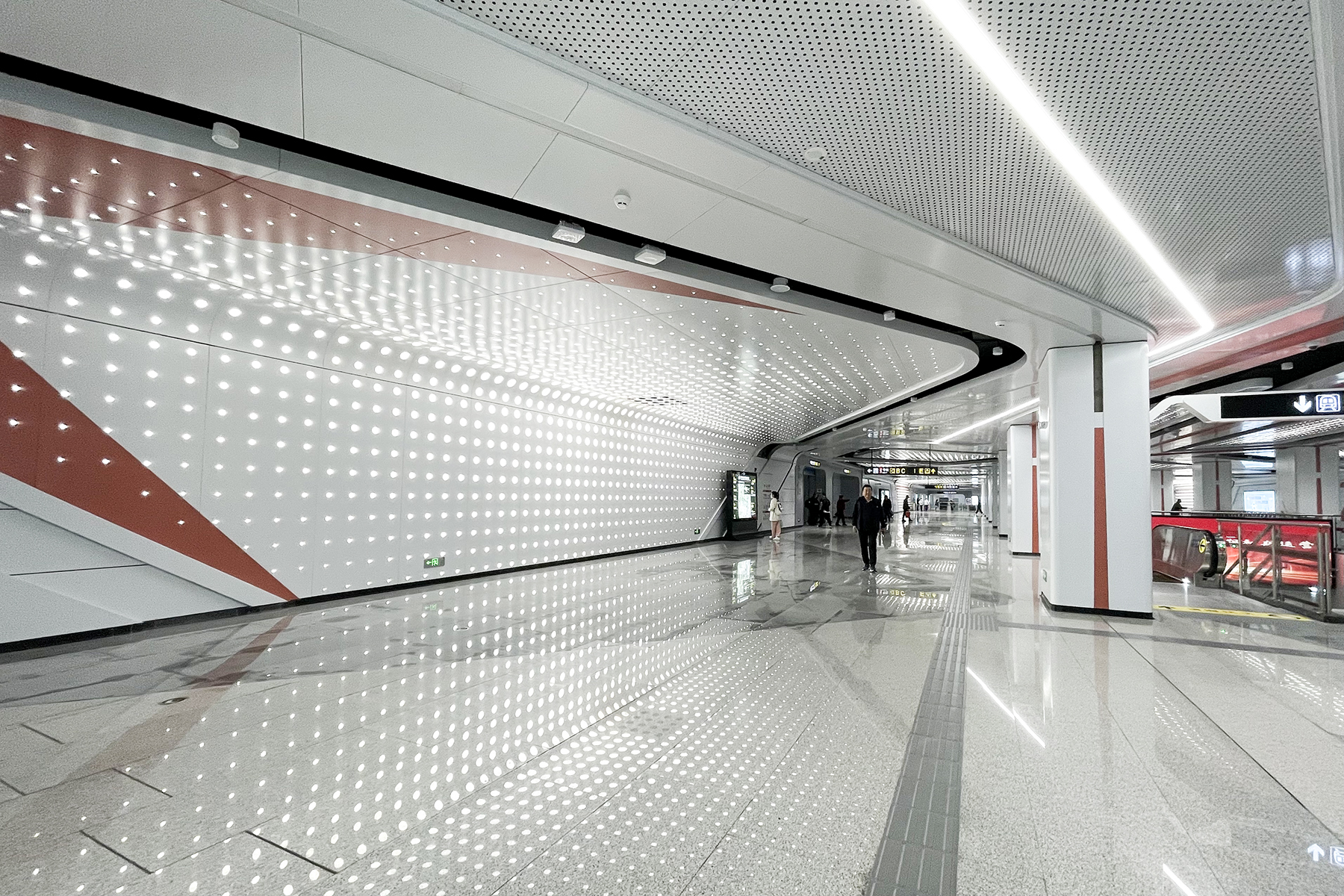
10号线站厅

## 历史
郑州火车站站的1号线车站于2008年4月30日开工建设，随1号线一期工程开通于2013年12月28日。10号线车站于2019年开工建设，2020年11月29日完成主体结构封顶。2023年9月28日，10号线开通运营，该站成为1号线与10号线的换乘站之一，以及10号线的东端终点站。